# Pyrgophlaeoba
Pyrgophlaeoba is een geslacht van rechtvleugeligen uit de familie veldsprinkhanen (Acrididae). De wetenschappelijke naam van dit geslacht is voor het eerst geldig gepubliceerd in 1929 door Miller.

## Soorten
Het geslacht Pyrgophlaeoba omvat de volgende soorten:
- Pyrgophlaeoba nemoralis Miller, 1935
- Pyrgophlaeoba pendleburyi Miller, 1929